# Nova vas pri Jelšanah
Nova vas pri Jelšanah – wieś w Słowenii, w gminie Ilirska Bistrica. W 2018 roku liczyła 11 mieszkańców.